# إدوارد وارد (ملحن)
إدوارد وارد (بالإنجليزية: Edward Ward)‏ هو ملحن أمريكي، ولد في 3 أبريل 1900 في سانت لويس في الولايات المتحدة، وتوفي في 26 سبتمبر 1971 في هوليوود في الولايات المتحدة.

## وصلات خارجية
- إدوارد وارد على موقع IMDb (الإنجليزية)
- إدوارد وارد على موقع ألو سيني (الفرنسية)
- إدوارد وارد على موقع ميوزك برينز (الإنجليزية)
- إدوارد وارد على موقع أول موفي (الإنجليزية)
- إدوارد وارد على موقع قاعدة بيانات برودواي على الإنترنت (الإنجليزية)
- إدوارد وارد على موقع قاعدة بيانات الأفلام السويدية (السويدية)
- إدوارد وارد على موقع قاعدة بيانات الفيلم (الإنجليزية)
- إدوارد وارد على موقع كينوبويسك (الروسية)